# Бран мак Фаэлайн
Бран мак Фаэлайн (др.‑ирл. Bran mac Fáeláin; умер в 838) — король Лейнстера (834—838) из рода Уи Дунлайнге.

## Биография
Бран был сыном умершего в 804 году аббата монастыря в Килдэре Фаэлана мак Келлайга. Его дедом был правитель Лейнстера Келлах мак Дунхада, а дядей — Финснехта Четырёхглазый. Септ, к которому принадлежал Бран, назывался в честь его прадеда Уи Дунхада. Резиденция его правителей находилась в Лиамайне (современном Лайонс-Хилле).
Бран мак Фаэлайн взошёл на престол Лейнстера в 834 году, став преемником скончавшегося короля Келлаха мак Брайна из септа Уи Муйредайг. Однако окончательно утвердиться в качестве лейнстерского монарха ему удалось только с помощью верховного короля Ирландии Ниалла Калле из рода Кенел Эогайн. В 835 году верховный король совершил поход в Лейнстер и торжественно «назначил» Брана правителем королевства. По свидетельству ирландских анналов, соправителем Брана был его двоюродный брат Риакан мак Финснехтай, умерший в 837 году.
Во время правления Брана мак Фаэлайна лейнстерские земли подверглись нападению викингов. В 837 году войско норманнов на шестидесяти судах разграбило долину реки Лиффи. В анналах сообщается о том, что викингами были разорены многие лейнстерские церкви, крепости и селения.
Бран мак Фаэлайн скончался в 838 году. Согласно королевскому списку из «Лейнстерской книги», новым королём стал его сын Руарк мак Брайн. Однако эти данные противоречат свидетельствам анналов, в которых смерть Руарка датируется 862 годом. На основании этих сведений ряд современных историков считает, что преемником Брана на лейнстерском престоле был Лоркан мак Келлайг из септа Уи Муйредайг.
Кроме Руарка, у Брана мак Фаэлайна был ещё один сын, Муйредах, также владевший престолом Лейнстера.